# میخائیل کورنینکو
میخائیل کورنینکو (به انگلیسی: Mikhail Korniyenko) فضانورد اهل روسیه است که در ۱۵ آوریل ۱۹۶۰ در سیزران زاده شد. وی در مأموریت سایوز تی‌ام‌ای-۱۸، اکسپدییشن ۲۳، ۲۴ حضور داشته است.